# Getapnya
Getapnya (in armeno Գետափնյա?, fino al 1978 Aghjaghshlagh) è un comune dell'Armenia di 1 224 abitanti (2008) della provincia di Ararat.